# Libero-Tarifverbund
Der Libero-Tarifverbund ist ein Tarifverbund in der Schweiz. Er entstand am 12. Dezember 2004 (Fahrplanwechsel) aus der Zusammenlegung der Verbünde Bäre-Abi und Frosch-Abo sowie dem Einbezug des Oberaargaus und von Gemeinden im Kanton Solothurn. Am 14. Dezember 2014 wurde der Tarifverbund Zig-Zag der Region Biel/Grenchen in den Libero integriert.
Das Tarifverbund-Gebiet ist in 122 Zonen aufgeteilt und umfasst die Region Bern-Solothurn-Biel-Thun. Es reicht von Moutier und Oensingen im Norden, Hüswil und Wiggen im Osten, Uttigen und Interlaken im Süden, bis nach Laupen und Ins im Westen. Im ganzen Gebiet gelten einheitliche Tarife auf allen Bahn-, Bus-, Tram- und Postautolinien. Im Dezember 2019 kam das Berner Oberland bis Interlaken hinzu, welches vorher zum Tarifverbund Berner Oberland gehörte. Das dazugehörige BeoAbo wurde daraufhin eingestellt, jedoch als Libero-Abo weitergeführt. In Teilen dieses Gebiets (Zweisimmen, Zweilütschinen und Meiringen) sind nur Abos gültig.
Seit März 2018 sind alle Abonnemente des Tarifverbundes Libero auf dem Swisspass erhältlich. Das Libero-Monatsabo auf Papier gab es noch bis zum Fahrplanwechsel im Dezember 2018.

## Verbundpartner
- Aare Seeland mobil (ASm)
- Aufzug Matte-Plattform, Matte-Lift auch Senkeltram
- Automobilverkehr Frutigen-Adelboden (AFA)
- Bergbahn Lauterbrunnen–Mürren
- Bergbahnen Meiringen-Hasliberg
- Berner Oberland-Bahnen (BOB)
- BERNMOBIL, Städtische Verkehrsbetriebe Bern (SVB)
- BLS AG (BLS)
- Busbetrieb Grenchen und Umgebung (BGU)
- Busbetrieb Solothurn und Umgebung (BSU)
- Busland AG
- Chemins de fer du Jura (CJ)
- Compagnie Chemin de fer Montreux-Oberland Bernois (MOB)
- Funiculaire Saint-Imier - Mont-Soleil (FSIMS)
- Grindelwald Bus
- Gurtenbahn (GB)
- Kraftwerke Oberhasli (KWO)
- Marzilibahn (DMB)
- Niederhornbahn
- Oensingen-Balsthal-Bahn (OeBB)
- PostAuto, Region Bern und Region Westschweiz
- Regionalverkehr Bern–Solothurn (RBS)
- Schilthornbahn
- Schweizerische Bundesbahnen (SBB)
- STI Bus
- Transports publics fribourgeois Trafic SA (TPF)
- Verkehrsbetriebe Biel (VB)
- Wengernalpbahn
- Zentralbahn (zb)

## Netzpläne

Aare Seeland Mobil
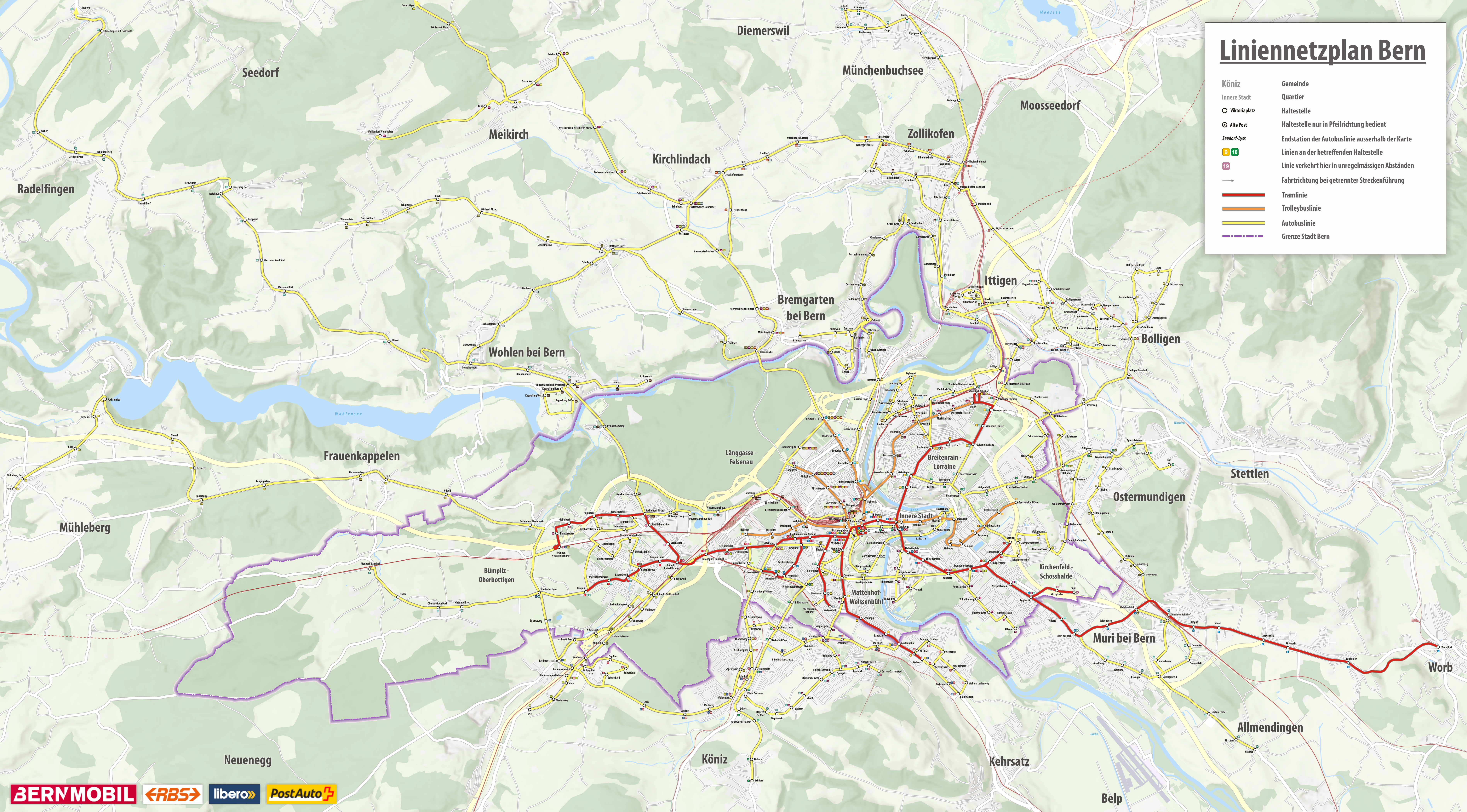
Bernmobil
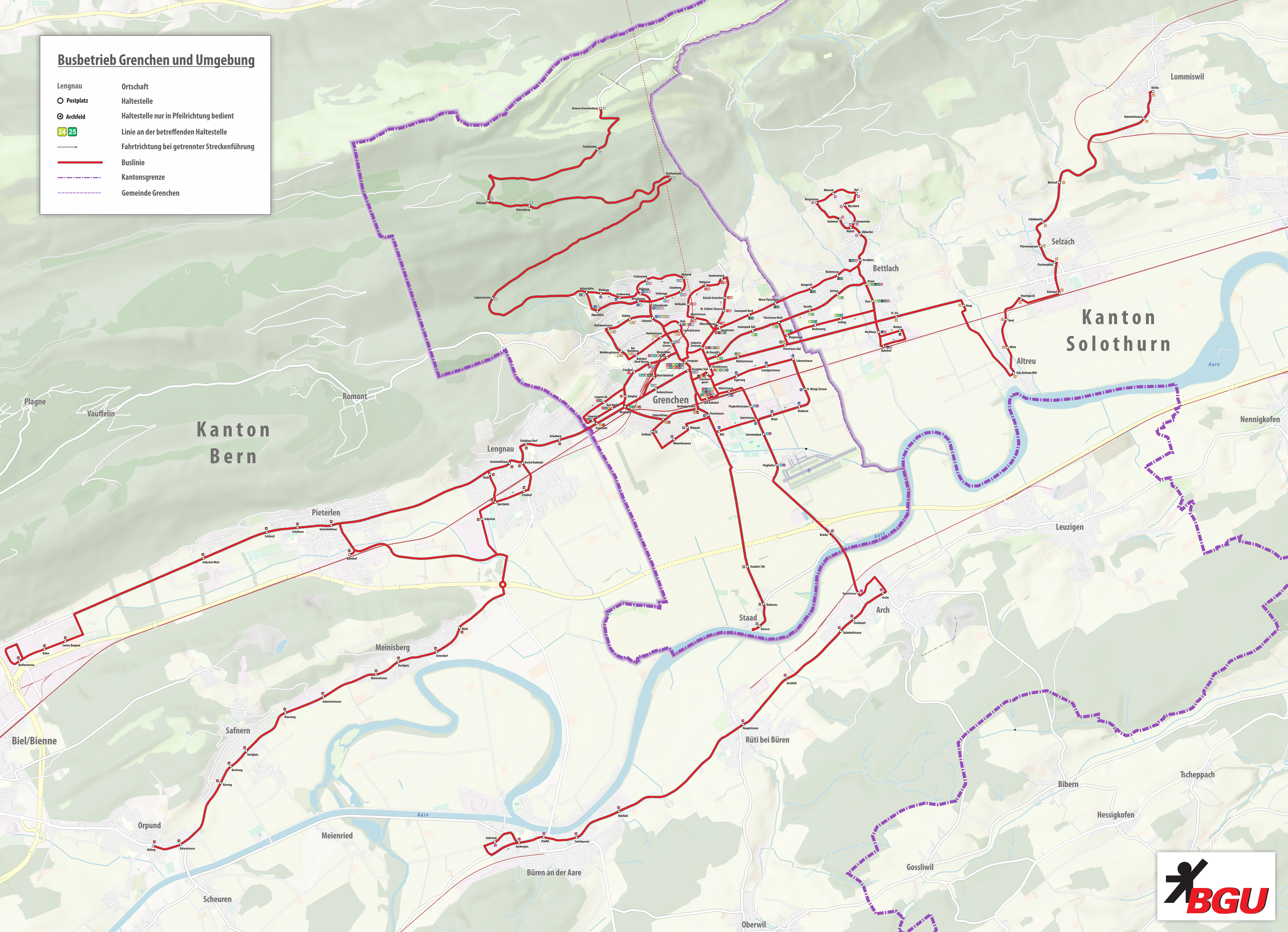
Grenchen und Umgebung
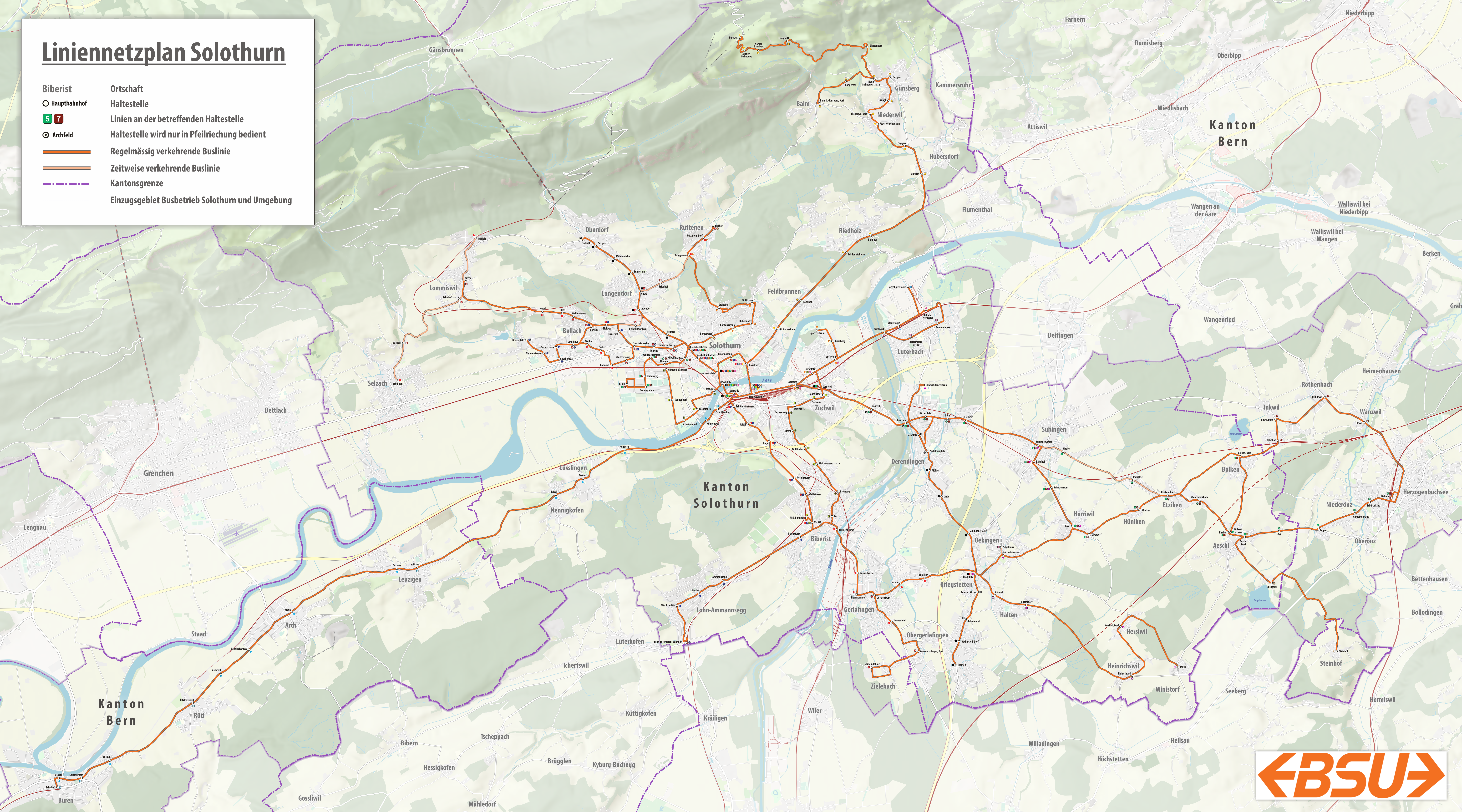
Solothurn
Busland
Chemins de fer du Jura
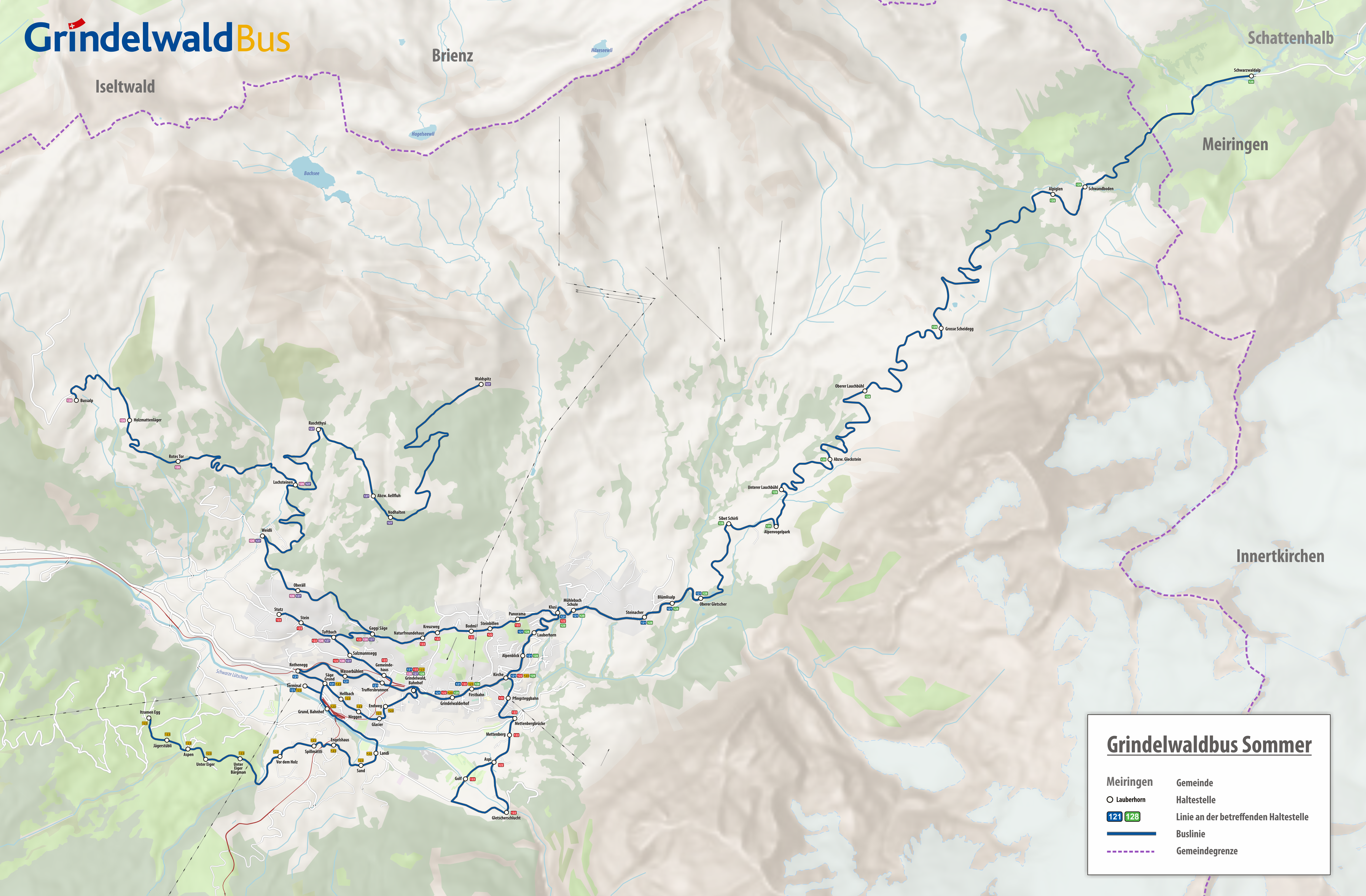
Grindelwaldbus Sommer
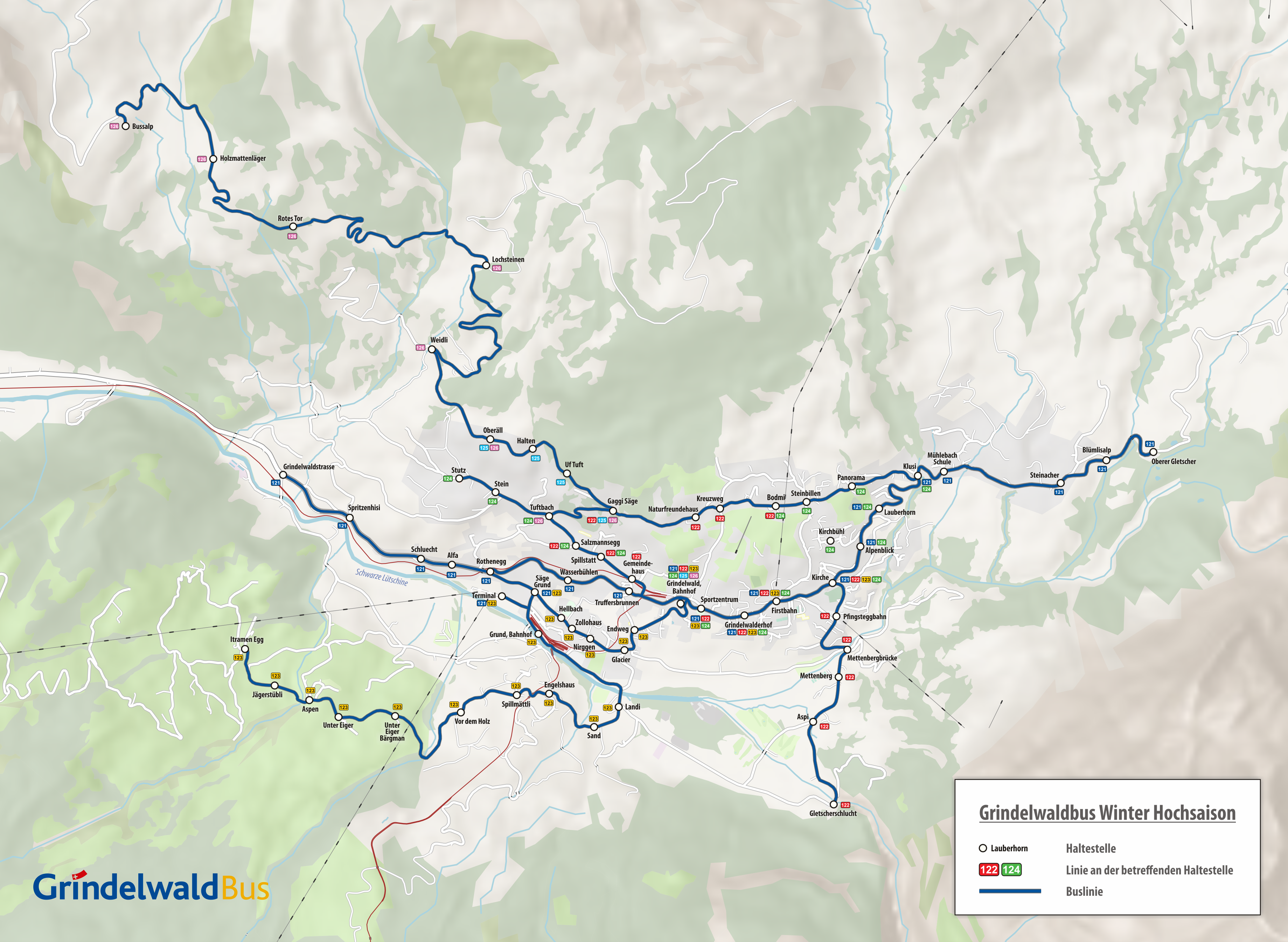
Grindelwaldbus Winter Hauptsaison
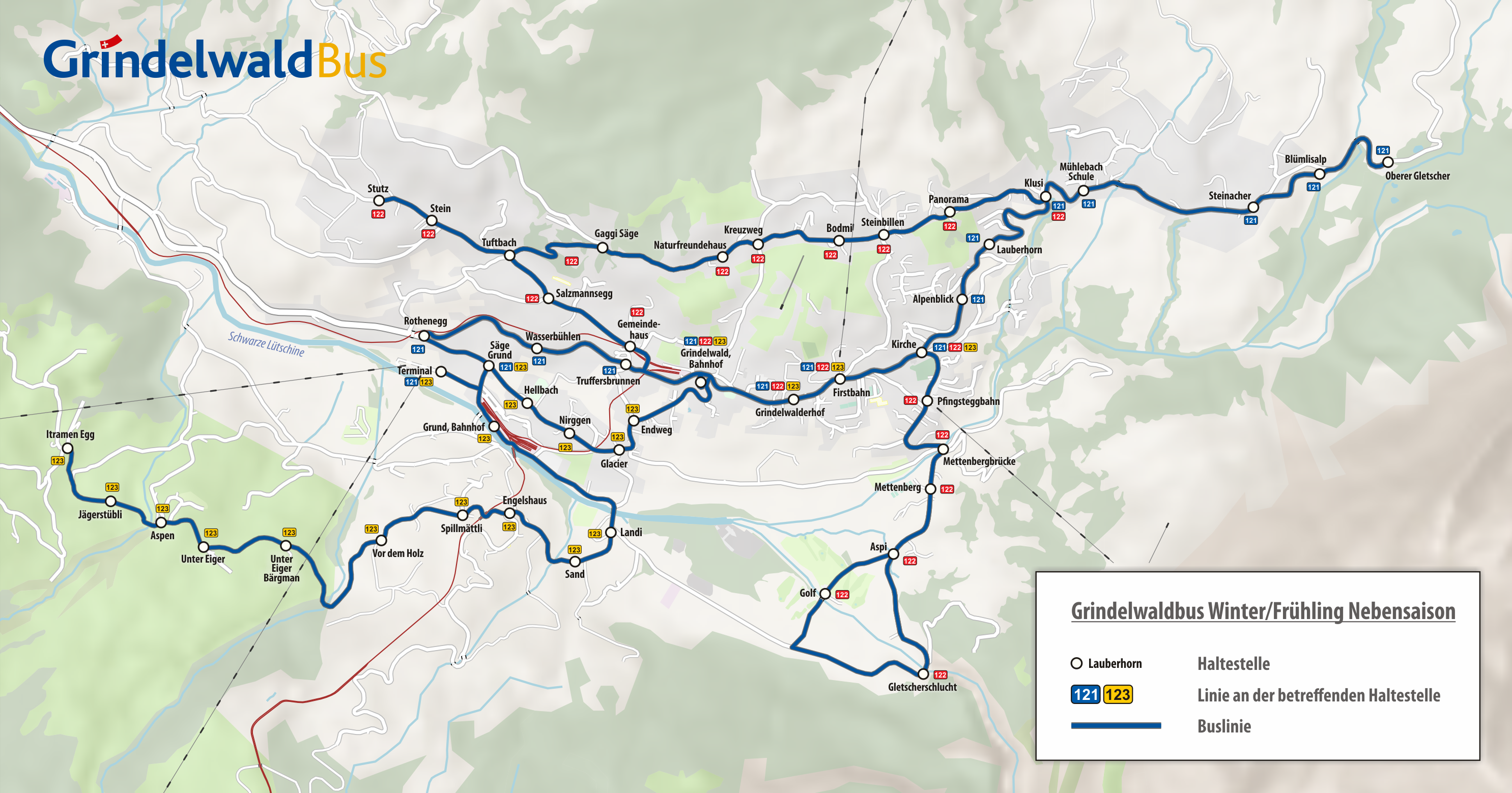
Grindelwaldbus Winter Nebensaison
Libero Region Limpachtal–Bucheggberg
Bern–Solothurn
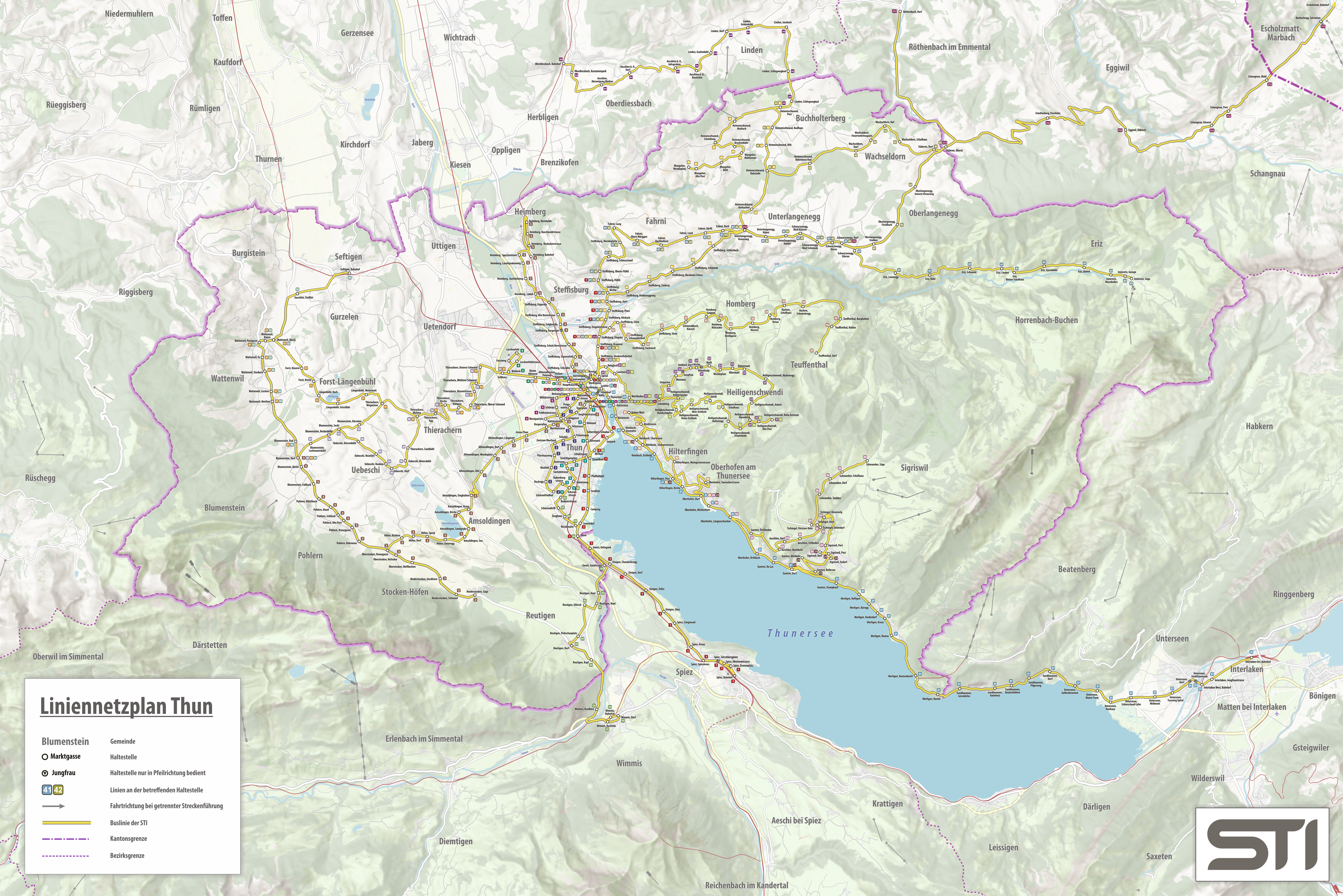
STI Thun
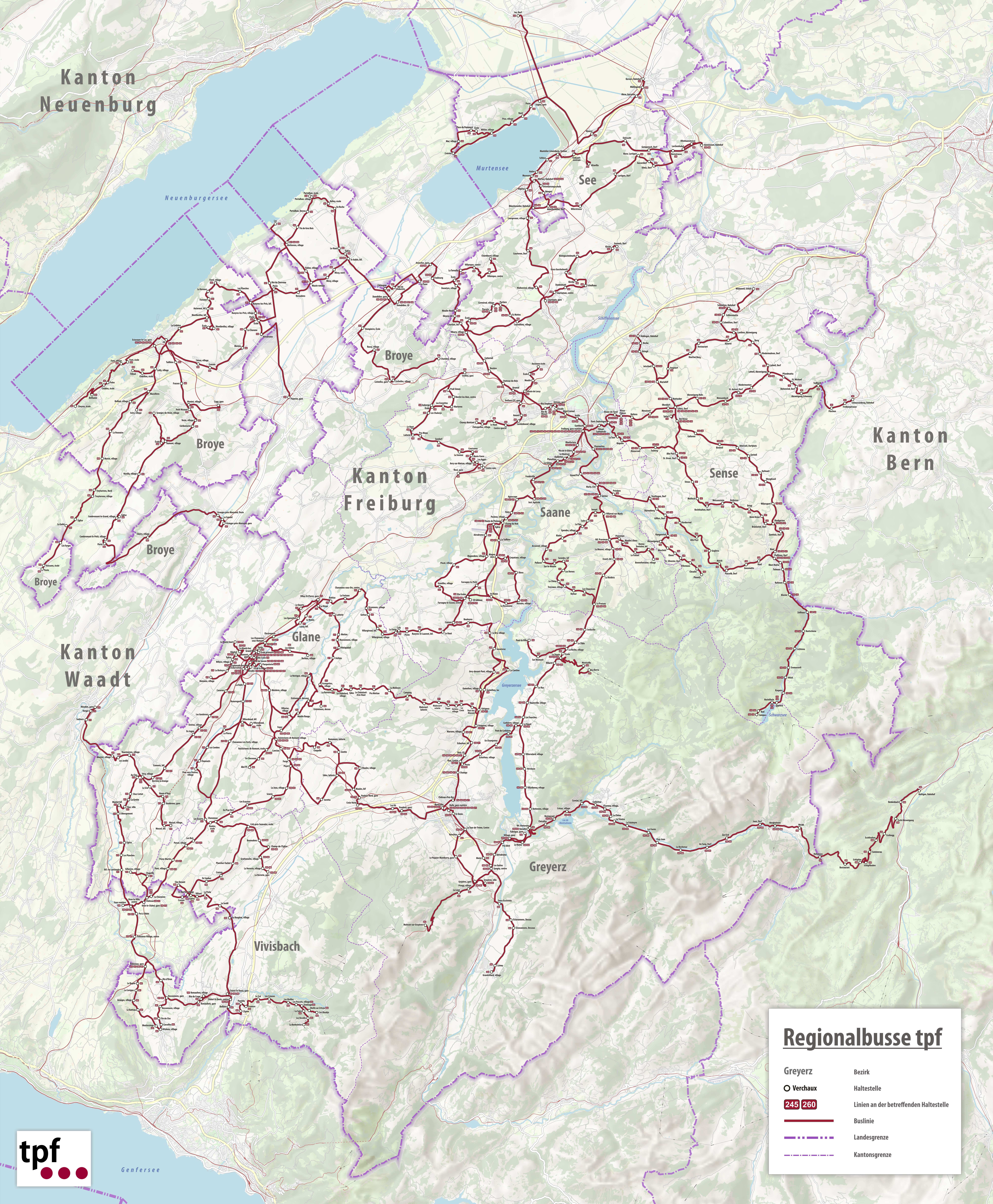
tpf Freiburg
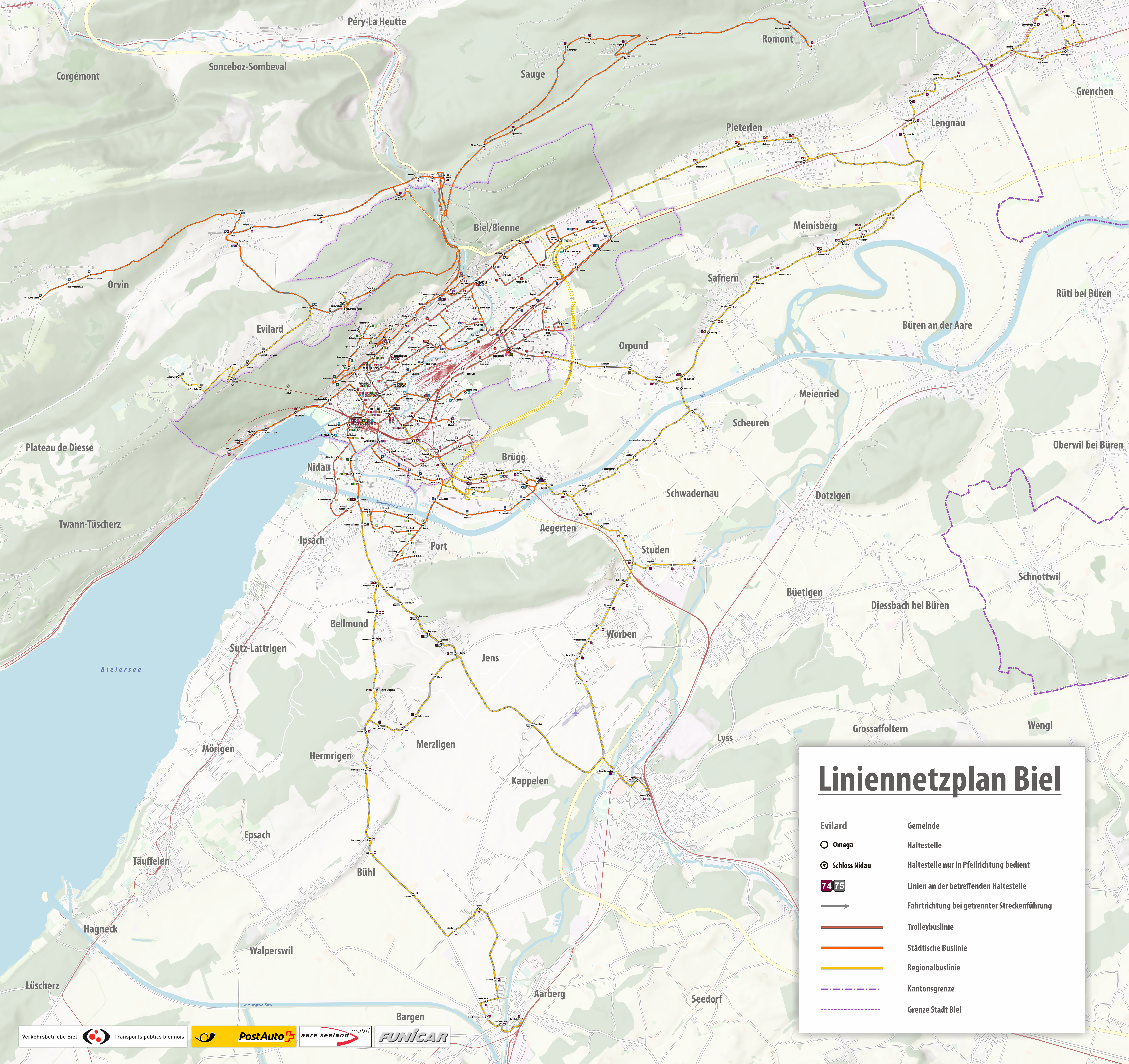
Biel

## Nachtnetz

Moonliner-Logo

Das Nachtnetz mit Autobussen, auf dem nur spezielle Fahrausweise gültig sind, wird unter dem Namen Moonliner vermarktet.